# Микитенко Леонід Олексійович
Леонід Олексійович Микиктенко (8 лютого 1944 , Гуляй Поле, Харківська область  — 3 березня 2019 , Алмати ) — український радянський легкоатлет, що спеціалізується на бігу на довгі дистанції, учасник Олімпійських ігор (1968 рік), призер чемпіонату Європи.

## Життєпис
Народився 8 лютого 1944 року в селі Гуляй Поле, Харківської області. Дитинство провів в Алтайському краї. Навчався на історичному факультеті Семипалатинського державного педагогічного інституту.
У 1965 році, після служби в прикордонних військах, став підопічним заслуженого тренера Казахської РСР Суслова Фелікса Павловича. Виконав норматив майстра спорту СРСР.
Першого успіху досягнув у 1966 році, ставши чемпіоном СРСР на дистанції 10 000 метрів. Після цього поїхав на чемпіонат Європи в Будапешті, де виграв бронзову медаль на цій дистанції. 
У 1968 році знову став чемпіоном СРСР, потрапивши у склад збірної на Олімпійські ігри в Мехіко. На дистанції 5000 метрів зупинився на стадії попередніх забігів, а на дистанції 10 000 метрів став лише сімнадцятим.
Після завершення спортивної кар'єри працював тренером. Його підопічними були син Олександр та невістка Ірина Волинська.

## Кар'єра
| Рік              | Змагання         | Місто              | Місце            | Дисципліна       | Примітки         |
| Представник СРСР | Представник СРСР | Представник СРСР   | Представник СРСР | Представник СРСР | Представник СРСР |
| ---------------- | ---------------- | ------------------ | ---------------- | ---------------- | ---------------- |
| 1966             | Чемпіонат Європи | Будапешт, Угорщина | 3                | 10000 метрів     | 28:32.2          |
| 1968             | Олімпійські ігри | Мехіко, Мексика    | 7 (з.)           | 5000 метрів      | 14:44.35         |
| 1968             | Олімпійські ігри | Мехіко, Мексика    | 18               | 10000 метрів     | 30:46.0          |